# Gemstone Smalltalk
Gemstone Smalltalk – smalltalkowa obiektowa baza danych firmy Gemstone Systems Inc., możliwa do zastosowania jako serwer obiektowy dla środowisk takich jak Visual Works czy VisualAge for Smalltalk. Niekomercyjna wersja dla GNU/Linuksa jest do pobrania ze strony producenta.